# Rochesterské shromáždění za práva žen v roce 1848

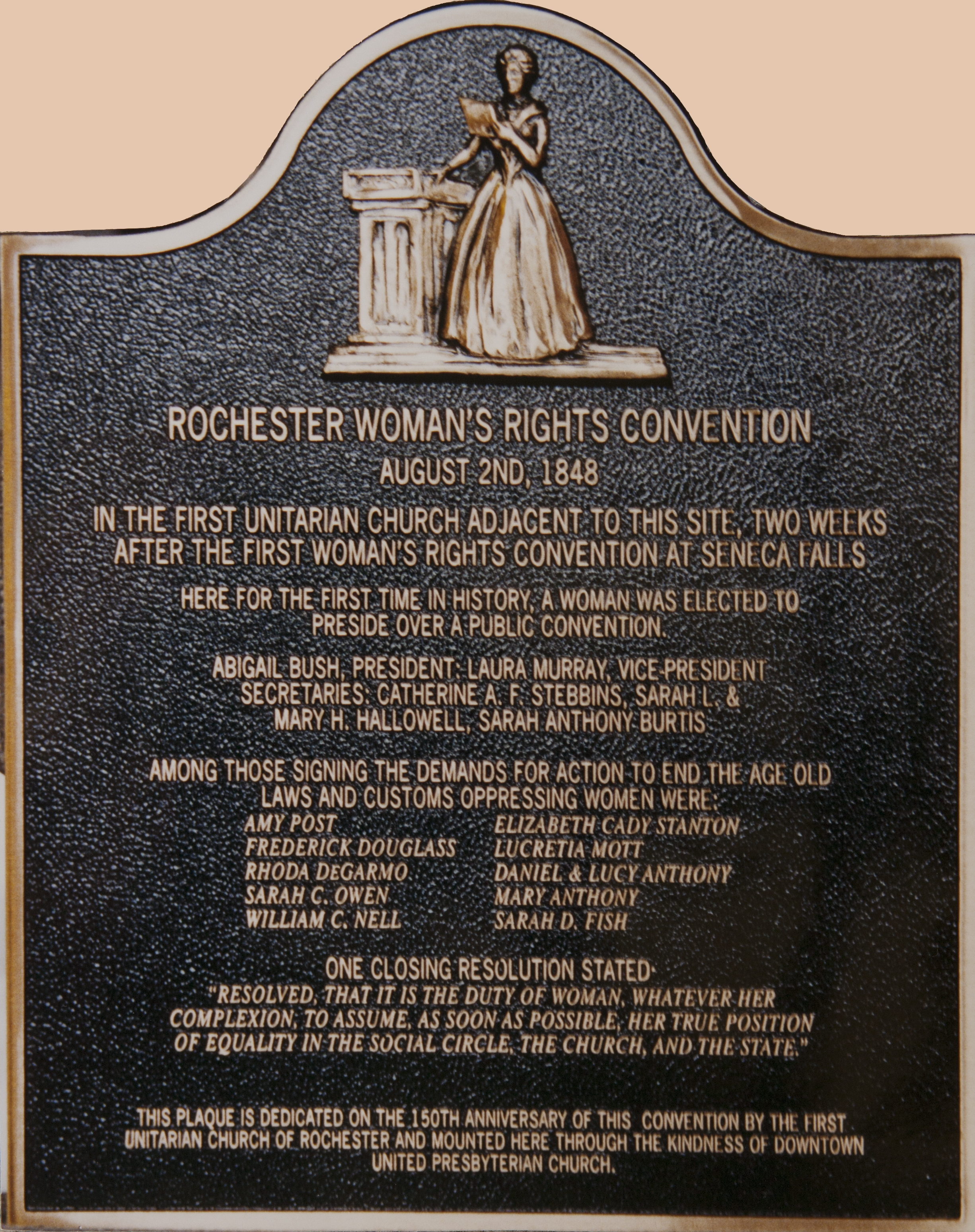
Pamětní deska upomínající Rochesterské shromáždění za práva žen

Rochesterské shromáždění za práva žen v roce 1848 se konalo 2. srpna 1848 v Rochesteru ve státě New York. Mnozí z jeho organizátorů se o dva týdny dříve zúčastnili prvního shromáždění za práva žen v Seneca Falls. Rochesterské shromáždění zvolilo za svou předsedkyni Abigail Bush, čímž se stalo prvním veřejným shromážděním v USA složeným z obou pohlaví, kterému předsedala žena. Proti tomuto kontroverznímu kroku se postavili i některé z předních účastnic. Shromáždění schválilo Deklaraci práv a postojů (Declaration of Sentiments), která byla poprvé představena na shromáždění v Seneca Falls, včetně kontroverzní výzvy k volebnímu právu žen. Na shromáždění se rovněž projednala práva pracujících žen a přijala opatření, která vedla k vytvoření místní organizace na podporu těchto práv. Mnozí z organizátorů patřili ke skupině kvakerských disidentů, kteří se začali sdružovat v Prvním unitářském kostele v Rochesteru, kde se shromáždění konalo. K této skupině patřila rodina Daniela a Lucy Anthonyových, jejichž dcera Susan B. Anthony se později stala nejvýznamnější národní vůdkyní hnutí za volební právo žen.

## Historie

### Pozadí
První aktivistky za práva žen se musely vypořádat s převládajícím názorem, že žena je povinna nechat za sebe na veřejnosti mluvit manžela nebo jiného mužského příbuzného. Proti myšlence, aby ženy vyjadřovaly své názory před „promiskuitním publikem“, což byl název pro publikum, v němž byli jak muži, tak ženy, existoval tvrdý odpor. V roce 1837 vydala kongregační církev státu Massachusetts, která byla v tomto státě významnou silou, pastýřský list, který se měl číst v každém sboru, a který tuto praxi ostře kritizoval s tím, že „ohrožuje ženský charakter široce rozšířenou a trvalou újmou”.
Navzdory nepřátelství trval malý, ale rostoucí počet žen na tom, aby se ženy vyjádřily, zejména proti otroctví. Někteří mužští abolicionisté tuto praxi podporovali, zatímco jiní ji odmítali. Spory o roli žen začaly narušovat abolicionistické hnutí a přispěly k rozkolu na shromáždění v roce 1840. Podobné napětí vznikalo i ve vzdělávacích institucích, které právě začínaly přijímat ženy k vyššímu stupni vzdělání, a v abstinentním hnutí. Znepokojené aktivistky v západní části státu New York uspořádaly 19. a 20. července 1848 v Seneca Falls první shromáždění za práva žen, Shromáždění v Seneca Falls, na kterém se jednalo o právech žen.

### Shromáždění

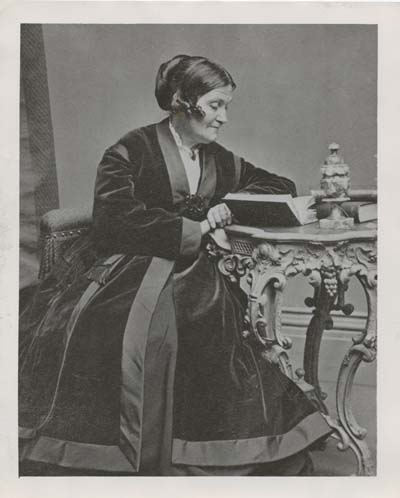
Abigail Bush, předsedkyně shromáždění

Dva týdny po shromáždění v Seneca Falls uspořádalo několik jeho účastníků následné shromáždění v Rochesteru ve státě New York, kde žila řada reformních aktivistů. Stejně jako předchozí shromáždění bylo i shromáždění v Rochesteru otevřeno všem zájemcům. V Seneca Falls vystoupila Lucretia Mott, významná kvakerská reformní aktivistka a zkušená řečnice, která přijela z Filadelfie. Na prosbu své přítelkyně Amy Post, jedné z organizátorek rochesterského shromáždění, Mott souhlasila, že zůstane v oblasti dostatečně dlouho, aby se mohla zúčastnit i tohoto shromáždění. Den před shromážděním se organizátoři sešli na předběžné schůzce v Mechanics Protection Hall v Rochesteru, aby navrhli kandidátní listinu. Kontroverzní bylo, že na této kandidátce byla jako předsedkyně uvedena žena, Abigail Bush.
Rochesterské shromáždění se skonalo 2. srpna 1848 v Prvním unitářském kostele v Rochesteru, který „byl zaplněn do posledního místa”. Amy Post svolala shromážděné k zahájení a přečetla navržený seznam funkcionářů. Elizabeth McClintock, která byla navržena jako jedna ze tří tajemnic shromáždění, tuto funkci odmítla, protože nesouhlasila s nominací ženy na předsedkyni. Proti nominaci Abigail Bush na  předsedkyni se postavily také Lucretia Mott a Elizabeth Cady Stanton, které „považovaly za velmi riskantní experiment mít ženu za předsedkyni“ (Mott a Stanton byly hlavními organizátorkami shromáždění v Seneca Falls, které ustoupilo tradici a zvolilo za předsedu muže). Navzdory obavám, byla Abigail Bush schválena jako předsedkyně rochesterského shromáždění, čímž se stalo prvním veřejným shromážděním v USA, složeným z mužů i žen, kterému předsedala žena. Bush vedla shromáždění kompetentním způsobem a rychle rozptýlila pochybnosti o moudrosti tohoto rozhodnutí.
Abigail Bush později řekla: „Na konci prvního zasedání ke mně přistoupila Lucretia Mott, něžně mě objala a poděkovala mi za předsednictví ... Když jsem zjistila, že moje práce je u konce, zdálo se, že mě opouštějí síly, a rozplakala jsem se jako dítě. Tím ale skončil pocit žen, že musí mít muže, který bude předsedat jejich schůzím.” O čtyři roky později Lucretia Mott sama předsedala na třetím národním shromáždění za práva žen v Syrakuse. Stanton se poté za své „pošetilé chování” na shromáždění v Rochesteru omluvila v dopise Amy Post: „Mou jedinou omluvou je jen to, že žena je tak málo zvyklá jednat na veřejnosti, že ne vždy ví, co si lidé kolem ní zaslouží.”
Sekretářky shromáždění nebyly zvyklé mluvit na veřejnosti. Když se pokoušely přečíst zápis z předběžné schůze, nebyly schopny mluvit dostatečně nahlas, aby je slyšela celá místnost. Abigail Bush požádala posluchače, aby si uvědomili, že hnutí je teprve v plenkách, a aby s pochopením naslouchali řečnicím „s roztřesenými kostmi a kolísajícími jazyky”. Učitelka Sarah Anthony Burtis, která měla zkušenost s tím, že je slyšet se nabídla, že zápis přečte.
Shromáždění bez problému schválilo Deklaraci práv a postojů, která byla předložena na shromáždění v Seneca Falls, včetně kontroverzního požadavku na volební právo žen. Dva Afroameričané, Frederick Douglass a William Cooper Nell, oba horliví abolicionisté, se na Rochesterském shromáždění vyslovili za práva žen. Několik mužů se zapojilo do debaty s ženskými aktivistkami a argumentovali například tím, že manželství rovnocenných partnerů nemůže fungovat, protože v případě neshod nebude mít kdo učinit konečné rozhodnutí. Lucretia Mott odpověděla, že o takových manželstvích v kvakerské komunitě ví, a že fungují dobře.
Součástí shromáždění byla i diskuse o právech pracujících žen. Vyzvalo k rovné odměně za stejnou práci a pověřilo paní Roberts úkolem zřídit výbor, který by prozkoumal postavení pracujících žen v Rochesteru. Po sjezdu založila v Rochesteru Svaz na ochranu žen.
Lucretia Mott poděkovala rochesterským unitářům za to, že umožnili, aby se v jejich kostele konalo shromáždění za práva žen. O několik let dříve uvedla, že když Ženský morální reformní spolek ve Filadelfii požádal, zda by mohl pořádat svou výroční konferenci v kostele, dostal povolení scházet se pouze v suterénu a to pouze v případě, že bude souhlasit s tím, že ženám nebude dovoleno mluvit. Spolek byl nucen přivést jednoho duchovního, aby konferenci předsedal, a druhého, aby četl zprávy, které ženy připravily.
Noviny v okolních obcích se obecně k aktivitám za práva žen stavěly dost nepřátelsky, ale místní novinové zpravodajství o tomto shromáždění mělo smíšený charakter. Rochester Democrat napsal: „Bylo to pozoruhodné shromáždění.. . Zdálo se, že velkou snahou bylo předložit nějaký nový, neproveditelný, absurdní a směšný návrh, čím větší jeho absurdita, tím lépe.” Schvaloval však kroky, které shromáždění  podniklo, aby ulehčilo těžkou situaci pracujících žen. Rochesterský Daily Advertiser se stereotypně zmiňoval o mužích, kteří nosí spodničky, a ženách, které nosí kalhoty, ale uznale poznamenal, že „diskuse shromáždění prokázaly talent pro soudnost, který je málokdy překonán.”

### Související informace
Rochesterské shromáždění bylo organizováno především skupinou hicksitských kvakerů, kteří v polovině 40. let 19. století vystoupili ze své kongregace poté, co nesouhlasila s jejich veřejným zapojením do aktivit proti otroctví. Několik členů této skupiny se následně spojilo s Prvním unitářským kostelem, centrem reformních aktivit a místem konání shromáždění. Z nich byla významná zejména rodina Anthonyových – Daniel a Lucy Anthonyovi se zúčastnili Rochesterského shromáždění spolu s jednou ze svých dcer, Mary Stafford Anthony. Jejich další dcera Susan B. Anthony v té době učila ve škole ve středním New Yorku a Rochesterského shromáždění se nezúčastnila. Později se však stala nejvýznamnější národní vůdkyní hnutí za volební právo žen.
Dalším sjezdem za práva žen po Rochesteru bylo shromáždění žen v Ohiu v Salemu v dubnu 1850, který byl stejně jako shromáždění v Seneca Falls a Rochesteru regionálním shromážděním. První z řady národních shromáždění za práva žen se sešel v říjnu 1850 ve Worcesteru ve státě Massachusetts.